# تامارا کاسیمون
تامارا کاسیمون (انگلیسی: Tamara Cassimon؛ زادهٔ ۲۳ اکتبر ۱۹۷۵) بازیکن فوتبال اهل بلژیک است.
از باشگاه‌هایی که در آن بازی کرده‌است می‌توان به باشگاه فوتبال اندرلشت اشاره کرد.